# Mañaria

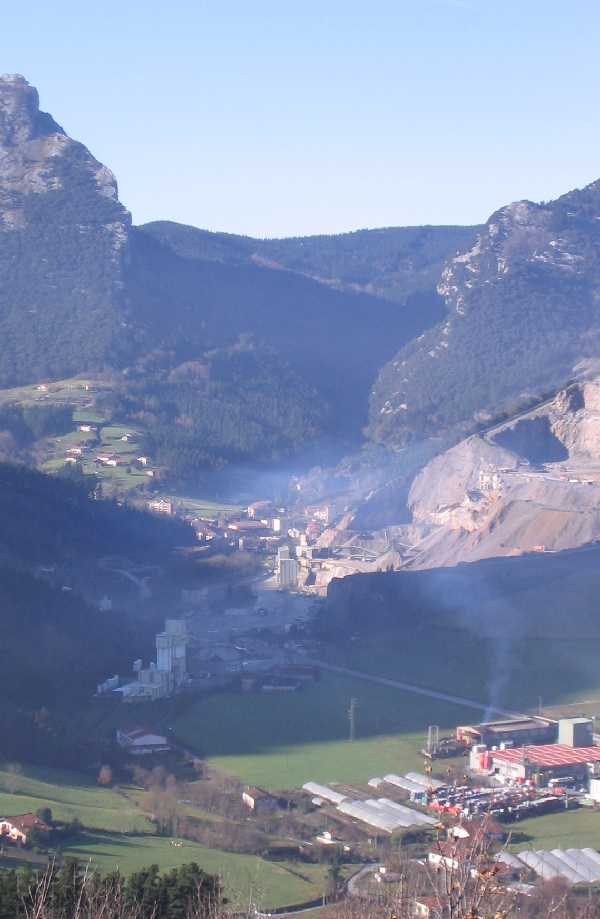
Vista general de Mañaria

Mañaria es una anteiglesia y municipio de Vizcaya (País Vasco, España), perteneciente a la comarca del Duranguesado. Tiene una población de 507 habitantes según los datos del INE correspondientes al año 2014. La extensión del municipio es de 17,73 km² por lo que la densidad poblacional es de 28,60 hab./km².

## Geografía
Mañaria se sitúa en un entorno privilegiado, bajo la gran mole del Mugarra por la izquierda y el Untzillaitz. Al fondo del valle de río Mañaria, accediendo al puerto de Urquiola, está flanqueada por el imponente Arrietabaso y el significativo Saibigain. La carretera BI-623 que une Durango con Vitoria va subiendo el puerto de Urkiola (700 m) dejando a sus lados las imponente moles calizas. Según subimos a la derecha vemos como se abre el desfiladero de Atzarte por donde transcurría la antigua ruta de comunicación entre el Duranguesado y la meseta.
El 72,75 % de la superficie de Mañaria pertenece al parque natural de Urkiola, que ve cómo su peculiar belleza es amenazada por la proliferación de explotaciones mineras que ya lo han dañado considerablemente y que, además, amenazan con seguir creciendo en número y extensión.
Mañaria limita con los siguientes municipios, al norte con Izurza y Durango; al oeste con Dima y al este y sur con Abadiano.

### Comunicaciones
Las comunicaciones están centradas en la carretera provincial BI-623, al borde de la cual se asienta el municipio. Esta carretera lo une con Durango que es la capital de la comarca y de la que dista escasamente 5 km, donde enlaza con la carretera Nacional N-634 y la autopista AP-8 que los comunica con Bilbao y San Sebastián, así como con la línea de ferrocarril de vía estrecha de Euskotren San Sebastián–Bilbao.

### Composición
El municipio de Mañaria está compuesto por el pequeño núcleo urbano al pie de la carretera y por algunos barrios rurales dispersos por la zonas bajas del valle o por las laderas menos escarpadas. Estos barrios son agrupaciones de caseríos, baserris en euskera, cuya actividad principal es la agricultura y la ganadería.

### Hidrografía
El valle lo forma el río Mañaria que se forma en las laderas de las montañas que lo rodean y discurre hasta desembocar en el Ibaizábal por Durango. Multitud de pequeños arroyos bajan de los montes así como manantiales, algunos de ellos de aguas minerales ferruginosas como las de Marco Arbina y sulfurosas como las de Igüengana.

### Orografía
Entre los gigantescos bloques calizos que conforman la sierra del Amboto y Aramotz, con empinadas laderas que impiden el aprovechamiento del suelo, sólo el 3 % son tierras labradas, y alturas que rondan los 1000 m. La característica de la piedra que compone los montes ha dado lugar a una gran actividad minera, en forma de canteras, cuya explotación está poniendo en entredicho la propia viabilidad del municipio.

## Historia
Como en todas la anteiglesias sus orígenes se pierden en el tiempo y se confunden con los de la Tierra Llana de Vizcaya. Hay restos prehistóricos en yacimientos magdalenienses y neolíticos como las cuevas de Silibranka, Kobazar o Atxuri. También se ha encontrado un jarrillo litúrgico visigodo del siglo VI.
Formó parte de la Merindad de Durango y ocupaba el asiento y voto número 4 en las Juntas de Guerendiaga. En el siglo XVIII la construcción del Camino Real que une Vitoria con la costa vizcaína pasando por Urkiola, hace que se reordene el pueblo convirtiéndose en el eje del municipio. Desde mediados del siglo XVIII y durante todo el siglo XIX, Mañaria conoce un preiodo de esplendor debido a la explotación de sus canteras. Se amplia la iglesia, se construye la casa consistorial, las escuelas, el frontón, la torre del reloj y el cementerio.
Cuenta con casas blasonadas que dan testimonio de su presencia histórica. Se sabe que la iglesia fue ampliada en el siglo XVI y que para entonces ya tenía fama de antigua. 
De sus canteras se extrajeron en 1751 22 columnas de mármol para la capilla del Palacio Real de Madrid, donde aún pueden verse.
La característica ubicación de Mañaria ha hecho que su población se haya mantenido estable en el tiempo. La emigración a la cercana cabecera comarcal y la inmigración de algún romántico en busca de entornos rurales cercanos a las ciudades ha mantenido ésta en torno a las 400 almas.

## Demografía
Mañaria cuenta con una población de 531 habitantes (INE 2024).
| Gráfica de evolución demográfica de Mañaria entre 1842 y 2021                                                       |
| |
| Población de derecho según los censos de población del INE Población de hecho según los censos de población del INE |

## Economía
La economía del municipio está basada en la explotación minera y en la industria. 
Sector primario
El sector primario está representando fundamentalmente, más que nada por el impacto visual, por las explotaciones mineras de piedra caliza y mármol a cielo abierto que constituyen la base económica del municipio. Las pequeñas explotaciones agrícolas y ganaderas se hacen en plan de explotación familiar complementaria, sus productos se comercializan en los mercados de la comarca. Históricamente ha poseído explotaciones mineras; además del mármol se ha explotado el ocre, el lápiz y el hierro.
Sector secundario
El sector secundario está centrado en la transformación metalúrgica y sus industrias se sitúan en la parte baja del valle. Muchos habitantes de los caseríos tienen como trabajo principal el industrial, bien en fábricas ubicadas en el municipio o en la comarca.
Sector servicios
El sector de servicios es muy reducido. La proximidad de Durango y Bilbao hace que los servicios se den en estos municipios.

## Símbolos

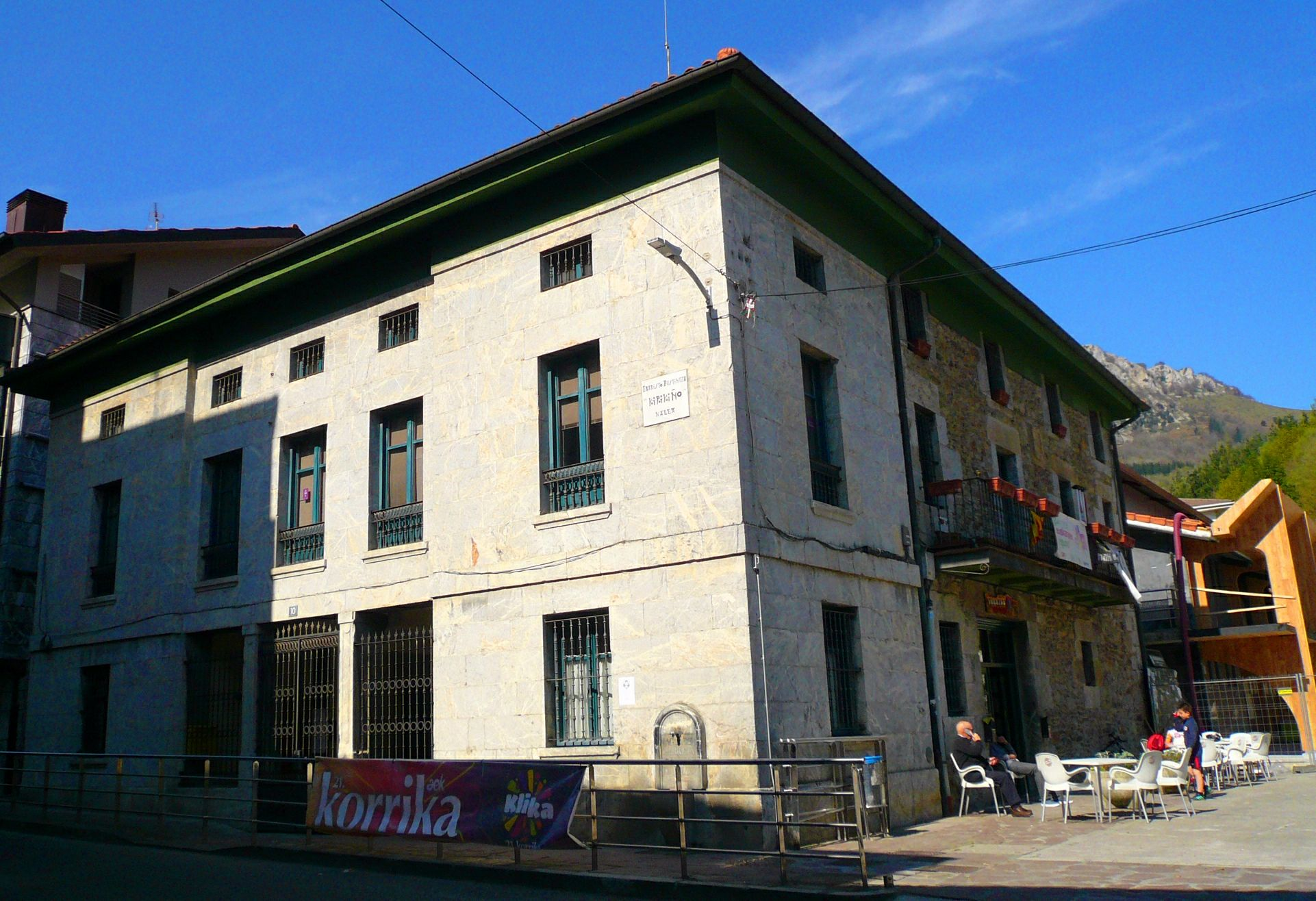
Ayuntamiento de Mañaria

Se conserva una bandera fechada en 1802 que fue replicada en 1986 y nuevamente en 2002. La bandera es utilizada por el grupo de danzas y por el ayuntamiento en sus actos oficiales.
Dicha bandera se compone de una bordura fina de colores rojo, amarillo y blanco dentro de la que se halla otra de cuadrados blancos, amarillos verdes y rosas, en cuyo interior se planta un cuadrado rojo puesto diagonalmente sobre un fondo alternado de triángulos blancos y rosas. Dentro del cuadrado otro blanco en que aparecen en el anverso cuatro aspas verdes en los vértices y en el centro letras de gran tamaño formando la M y la A y otras menores formando una A y una T acompañadas de corazones amarillos, en el reverso una figura compuesta por un cuadrado diagonal amarillo en cuyo centro hay otro rojo con otro blanco en diagonal, dentro del cual hay una cruz roja; en los vértices del cuadrado blanco grande hay sendos corazones amarillos.

## Administración y política
| Partido político                                              | 2023  | 2023  | 2023       | 2019  | 2019  | 2019       | 2015  | 2015  | 2015       | 2011  | 2011  | 2011       | 2007  | 2007  | 2007       |
| Partido político                                              | %     | Votos | Concejales | %     | Votos | Concejales | %     | Votos | Concejales | %     | Votos | Concejales | %     | Votos | Concejales |
| Euskal Herria Bildu (EH Bildu)-Bildu                          | 58,66 | 193   | 4          | 52,94 | 189   | 4          | 49,14 | 171   | 4          | 51,03 | 173   | 4          | –     | –     | –          |
| Euzko Alderdi Jeltzalea-Partido Nacionalista Vasco (EAJ-PNV)  | 39,51 | 130   | 3          | 45,65 | 163   | 3          | 48,56 | 169   | 3          | 46,02 | 156   | 3          | 88,06 | 177   | 7          |
| Partido Socialista de Euskadi-Euskadiko Ezkerra (PSE-EE PSOE) | 1,21  | 4     | 0          | 0,28  | 1     | 0          | 0,00  | 0     | 0          | 1,18  | 4     | 0          | 4,48  | 9     | 0          |
| Partido Popular del País Vasco (PP)                           | 0,00  | 0     | 0          | 0,00  | 0     | 0          | 0,29  | 1     | 0          | 0,59  | 2     | 0          | 2,49  | 5     | 0          |

## Cultura

### Monumentos

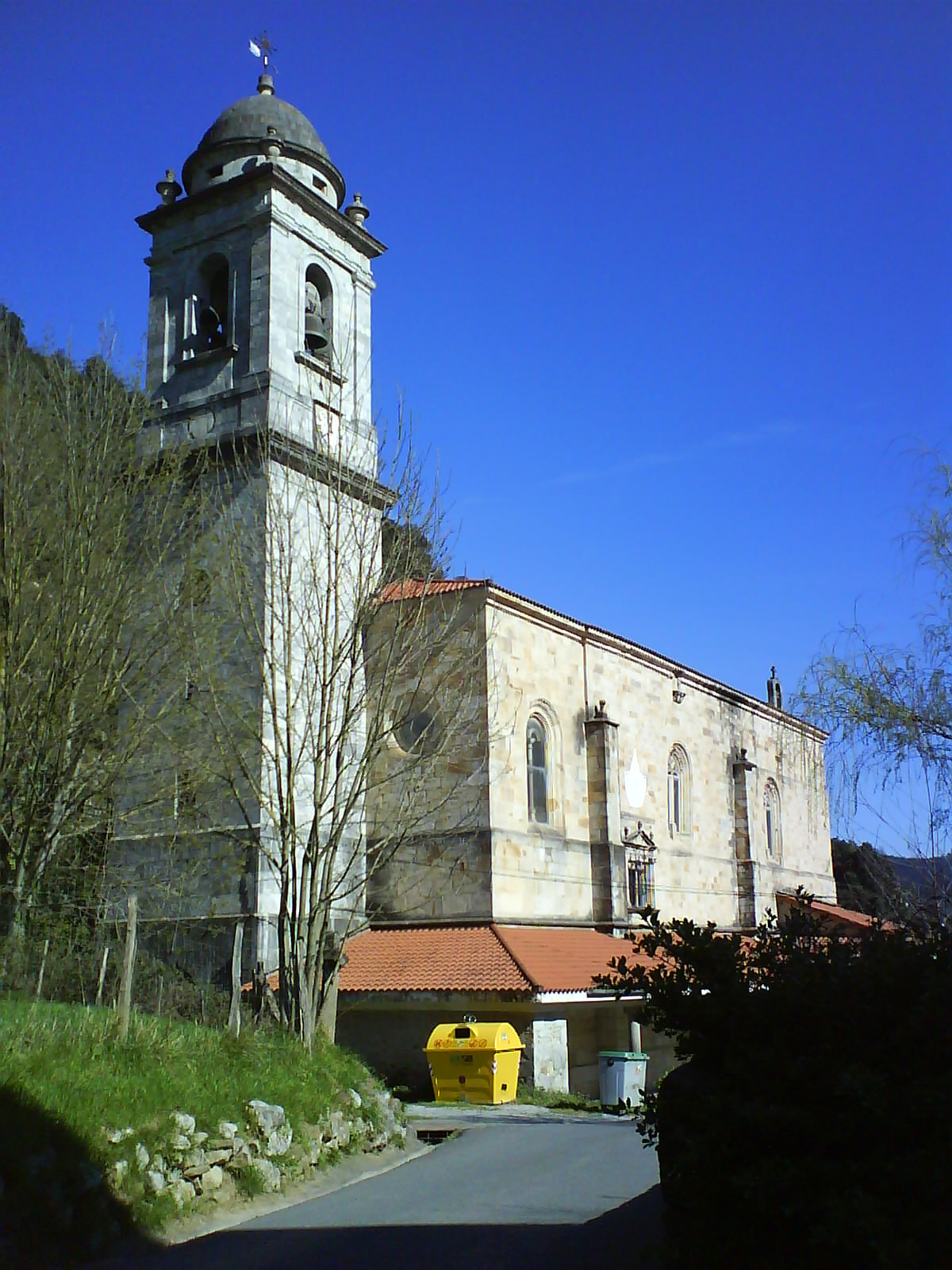
Iglesia de Santa María

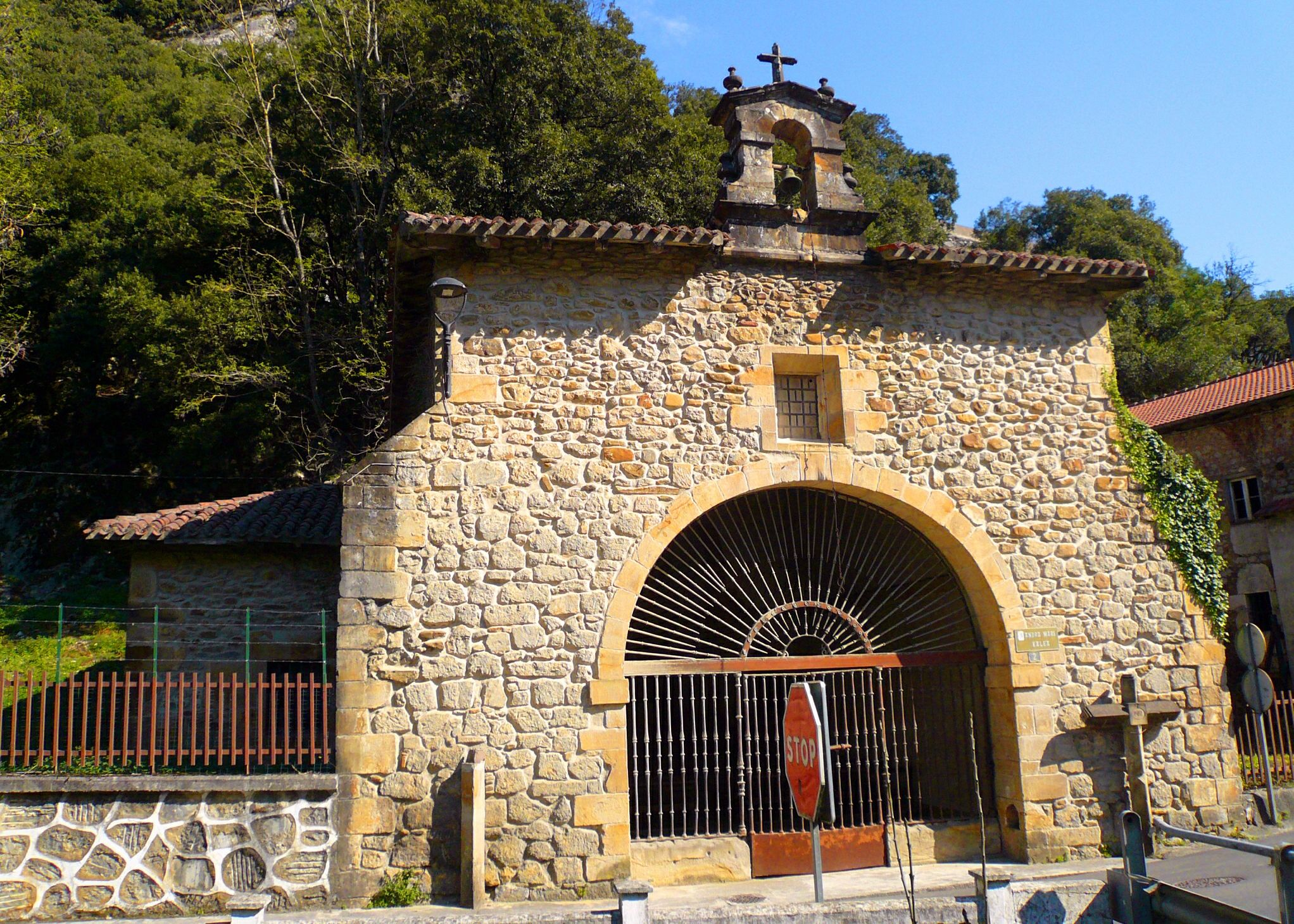
Ermita humilladero de Santa Cruz

Mañaria tiene un importante número de casas blasonadas como la de Arana, Mañaria, Iturriaga o Garaitorre anteriores al siglo XV con cornisas y aleros de madera tallada. Entre sus edificios reseñables destacan:
- La iglesia de Santa María o de Nuestra Señora de la Asunción, de la que no se conoce su fecha de fundación, si bien fue ampliada en 1551 y reedificada entre 1859 y 1862 por el arquitecto Lorenzo Francisco de Moñiz.  Destaca en este templo la lígnea de su bóveda y la riqueza de su mobiliario.  El interior es de tipo basilical, de una única nave distribuida en tres tramos y cabecera ochavada. A los pies e ubica la torre que está conectada con un pórtico que rodea el templo. La bóveda es de madera pero está realizada imitando las piedras de la construcción gótica, estrellada, con nervios curvos y numerosas claves se realizó, según está documentada, entre 1586 y 1590 por Pedro de Mazaga. En 1850 se amplió el templo con un tramo más de nave y la torre, La ampliación corrió de la mano del arquitecto Francisco María de Aguirre quien respetó el diseño original renacentista, tanto en la bóveda como en las ventanas (cosa poco habitual en la época).

En el interior destacan sus cinco retablos barrocos y el órgano. El retablo del altar mayor es una obra de dos cuerpos con ático y cinco calles con mucha iconografía mariana y con imágenes de santos, es obra del retablista de Forua Antonio de Alloitiz realizado en 1641 y policromado en oro en 1673 por Martínde Elorriaga. En el retablo del Rosario hay una pieza rococó con bustos-relicario femeninos y varias pequeñas esculturas más antiguas. El mobiliario data de 1684 y fue obra de Domingo de Barraicúa, vecino de Garai. El órgano, situado en el coro, es de los más antiguos de Vizcaya. La caja del mismo, hecha en madera sin policromar, es de estilo barroco y la realizó el durangués Juan de Urquiza, la caja enlaza con una sillería de 13 asientos.
En el campanario hay cuatro campanas con los siguientes datos:
Santa María 
Fecha de fundición: 1908
Fundición: Murga, Zulueta y Echebaster  Vitoria-Gasteiz
Diámetro: 73 cm.
Altura de bronce: 63 cm.
Peso: 225 kg.
Tipo de yugo: Hierro.
Toque: Mecánico.
Volteo: Mecánico.
Ave María 
Fecha de fundición: ¿?
Fundición: Murua  Vitoria-Gasteiz
Diámetro: 77 cm.
Altura de bronce: 73 cm.
Peso: 264 kg.
Tipo de yugo: Hierro.
Toque: Mecánico.
Volteo: Mecánico.
Campana 
Fecha de fundición: 1782
Fundición:  José de la Lastra II Trasmiera (Cantabria). Artesanal.
Diámetro: 111 cm.
Altura de bronce: 102 cm.
Peso: 1782 kg.
Tipo de yugo: Hierro.
Toque: Mecánico Electromazo, Repique.
Volteo: No puede voltear.
Santa María 
Fecha de fundición: 1807
Fundición:   Andrés de Menaza. Artesanal.
Diámetro: 122 cm.
Altura de bronce: 105 cm.
Peso: 1051 kg.
Tipo de yugo: Madera.
Toque: Manual, Repique.
Volteo: No puede voltear.
- Ermita humilladero de Santa Cruz o de San Antonio, es una gran ermita situada a pie del camino y unida a la iglesia de Santa María por una calzada. Tiene una gran fachada cerrada por una reja de hierro realizada por Francisco de Arregui en 1664. Es una ermita típica porticada, pero el pórtico, que iba sobre columnas de piedra y fue realizado en 1665 por Domingo de Barraincua, ha desaparecido en la actualidad. En 1733 se le añadió una sacristía. El altar está presidido por un calvario.

Hay otras cuatro ermitas, más humildes, dispersadas por el municipio. La de San Martín, bajo las peñas del Untzillaitz, guarda leyendas de los gentiles (jentilak), personajes de la mitología vasca.
La casa consistorial es un edificio neoclásico realizado en 1858 por el arquitecto Pedro Luis de Bengoechea, originalmente también tenía una taberna y las escuelas. El cementerio, neoclásico, con pórtico techado de tejavana y capilla. Para su entrada se utilizó la existente renacentista de la ermita de San Vicente en cuyo solar se construyó. 
Los caseríos existentes en el municipio son ejemplos de la arquitectura popular. Los más antiguos son de comienzos del siglo XVI entre estos están los de "Markue Goikoa", Markue Bekoa" y "Arría" hay ejemplares de todas las épocas donde se puede apreciar las modificaciones que se fueron produciendo.

#### Museo Hontza
El museo de ciencias naturales del duranguesado Hontza, mantiene una exposición permanente de 2.000 ejemplares de 21 grupos diferentes de todos los campos de las ciencias naturales: Botánica, Fungi, Geología, Paleontología y Zoología, Invertebrados y Vertebrados. Esta exposición se renueva periódicamente con ejemplares del propio fondo del museo que consta de unos 47.000 ejemplares identificados.
Está regentado por la Fundación Hontza Museoa que preside Enrike Huerta, el que fue "alma mater" e impulsor de la colección que dirige Leire Huerta. El museo se basa en la colección particular iniciada por Enrike Huerta en 1960 y en diversas donaciones particulares. Abrió sus puertas el 14 de noviembre de 2014.

### Fiestas
Las fiestas de Mañaria se celebran el día 15 de agosto en honor a su patrona Nuestra Señora de la Asunción.